# (5834) 1992 SZ14
(5834) 1992 SZ14 là một tiểu hành tinh vành đai chính. Nó được phát hiện bởi Seiji Ueda và Hiroshi Kaneda ở Kushiro, Hokkaidō, Nhật Bản, ngày 28 tháng 9 năm 1992.